# Tarentola mauritanica
La salamanquesa común (Tarentola mauritanica) es un pequeño reptil de la familia Phyllodactylidae ampliamente distribuido por los países de la cuenca del Mediterráneo.
Es bastante común en la península ibérica, con frecuencia conviviendo con los seres humanos en edificios de pueblos y ciudades.
Ha sido introducida en las islas Baleares en el Mediterráneo, Azores y Madeira y en el continente americano en Montevideo (Uruguay), Asunción (Paraguay), Santiago (Chile), Guayaquil (Ecuador), Buenos Aires (Argentina), ciudades de México y California (Estados Unidos).

## Descripción

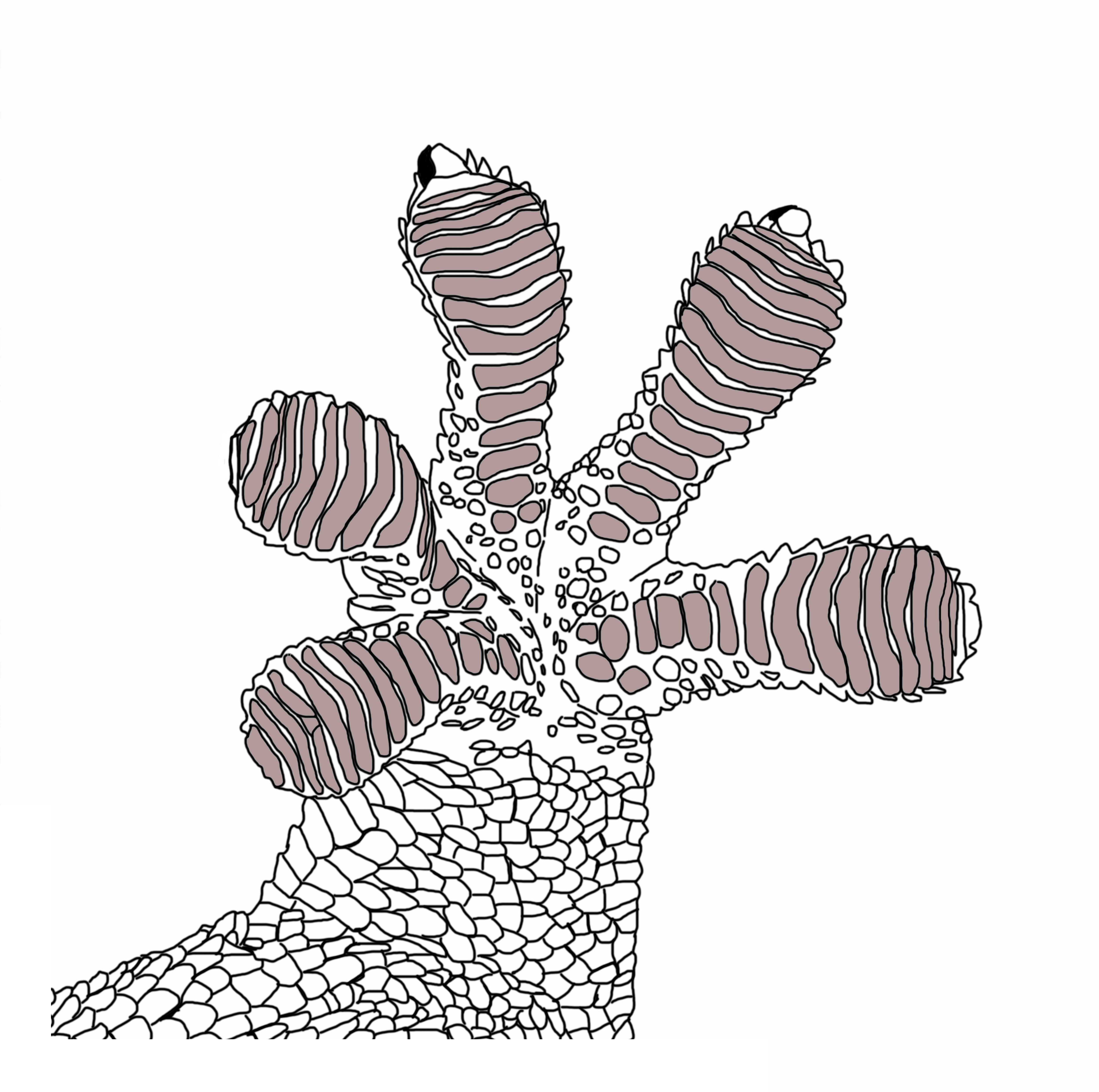
Esquema de la base de un gecko de pared. En cada dedo del pie hay láminas adhesivas no divididas (fondo gris), que permiten que trepe incluso en superficies muy lisas a lo largo. Además, hay garras claramente visibles en los dedos tercero y cuarto. (Imagen: T. Machts, no exhaustiva))

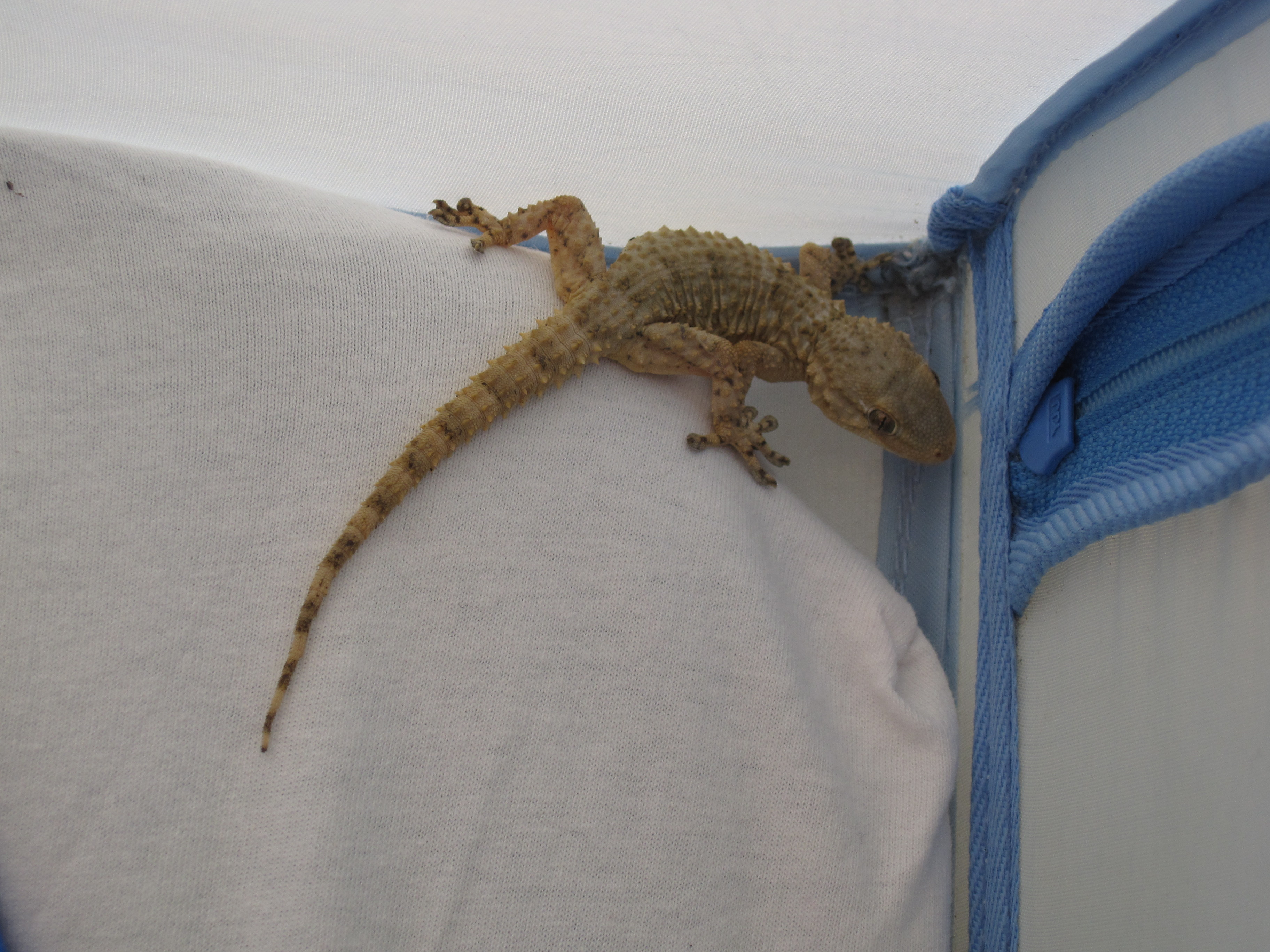
Tarentola mauritanica a punto de atacar

Los adultos pueden llegar a medir de 5 a 15 cm, más una longitud similar o poco más para la cola. El lomo, las patas y la cola tienen bultos cónicos prominentes. Su cuerpo es robusto, aplastado, y su cabeza grande y ancha, triangular y separada del cuerpo por un pescuezo marcado. Cuando pierde su cola puede regenerarla, aunque la nueva es más lisa y carece de bultos. Su color habitual es de un gris pardusco o marrón, con variaciones desde el gris blanquecino hasta el casi negro, con manchas más claras y oscuras; el vientre es blanquecino. Sin embargo su color cambia de intensidad dependiendo de la luminosidad que recibe su piel: cuando se encuentra activa durante el día el color es más oscuro que durante la noche. Su boca es obtusa, y sus ojos grandes, sin párpados y con pupila vertical. Los dedos, cinco en cada extremidad, tienen protuberancias laminares laterales e inferiores que le proporcionan cierta adherencia para trepar y desplazarse por superficies verticales (incluso en cristales).
Aunque la mayoría de las personas creen, erróneamente, que la facultad que tienen las salamanquesas para trepar y adherirse a paredes verticales o, incluso, deambular en los techos boca abajo, se debe a que en los dedos de sus patas cuentan con múltiples ventosas, en realidad el mecanismo que esencialmente emplean estos reptiles es el fenómeno del denominado principio de las fuerzas de Van der Waals. Las fuerzas o interacciones de Van der Waals son las fuerzas atractivas o repulsivas entre moléculas distintas a aquellas debidas a un enlace intermolecular o a la interacción electrostática de iones con moléculas neutras. Al margen, es cierto que los dedos tienen láminas escamosas que también le ayudan en dicha tarea, pero carecen de ventosas.

## Hábitat y comportamiento
Normalmente habita en edificios cerca de las luces, estructuras antiguas, galpones, casas abandonadas, coches abandonados, ruinas, rocas y campos pedregosos, troncos de árboles, etc. siempre y cuando estén cerca de los insectos para devorar, distribuyéndose por ambientes muy variados.

Las salamanquesas comunes son animales nocturnos, aunque en ocasiones se muestran activas en torno al crepúsculo o incluso durante el día, especialmente en los días soleados del fin del invierno. Sienten preferencia por los lugares soleados próximos a sus escondrijos.

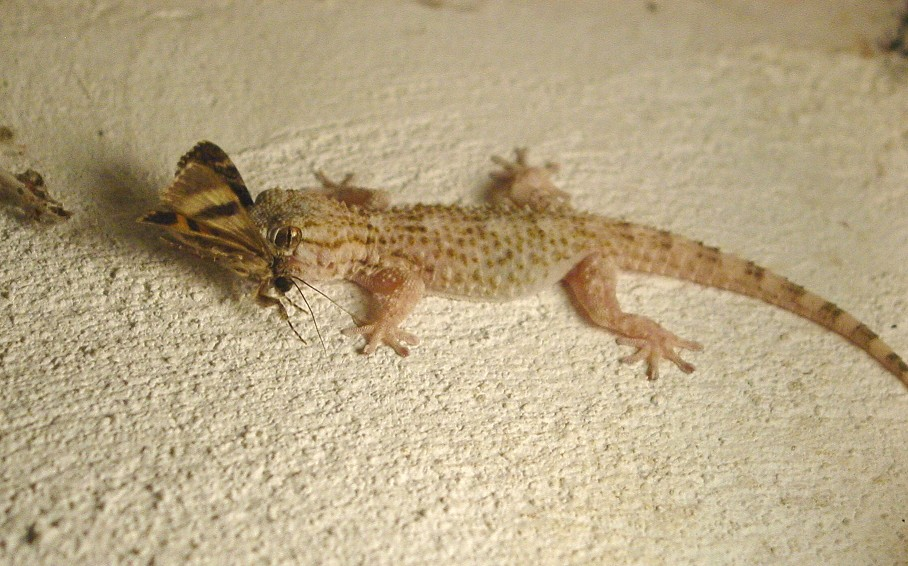
Ejemplar cazando una polilla.

Se alimentan principalmente de insectos en los meses calurosos del año y a menudo se encuentran cazando los insectos nocturnos que son atraídos por luces, lámparas, etc., como mosquitos, polillas, hormigas e, incluso, arañas. Comen grillos, cucarachas, polillas, moscas, mosquitos, arañas, hormigas etc., ya que son insectívoras aunque ante la falta de insectos son capaces de devorar a las salamanquesas de tamaño inferior. 
Incuban dos huevos casi esféricos dos veces al año, entre abril y junio en el hemisferio norte. Después de cuatro meses nacen las pequeñas salamanquesas con menos de 5 cm de longitud. Crecen muy lentamente y viven hasta 8 años en cautividad.
Eventualmente, emiten sonidos y chirridos en su interacción con otros ejemplares. Suelen ser territoriales y defienden su morada y zona de caza, los cuales usualmente se encuentran muy próximos. Las salamanquesas tratan de evitarse entre ellas manteniendo ciertas distancias de seguridad que les permiten proteger y defender sus territorios de caza que a veces se solapan entre sí, aunque machos y hembras se acercan con precaución cuando a finales de la primavera y principios del verano copulan entre ellas. Aunque pueden trepar con suma facilidad, suelen mantener sus contactos sexuales sobre el suelo en plena oscuridad, momento en el que son más vulnerables. 
Debido a que son de sangre fría y no pueden controlar su temperatura corporal internamente, deben asolearse o ubicarse a la sombra en función de las condiciones climáticas reinantes. De esta manera regulan su temperatura corporal. Por esta razón, durante el invierno (en zonas templadas) se ven obligadas a hibernar.

## Relación con los seres humanos

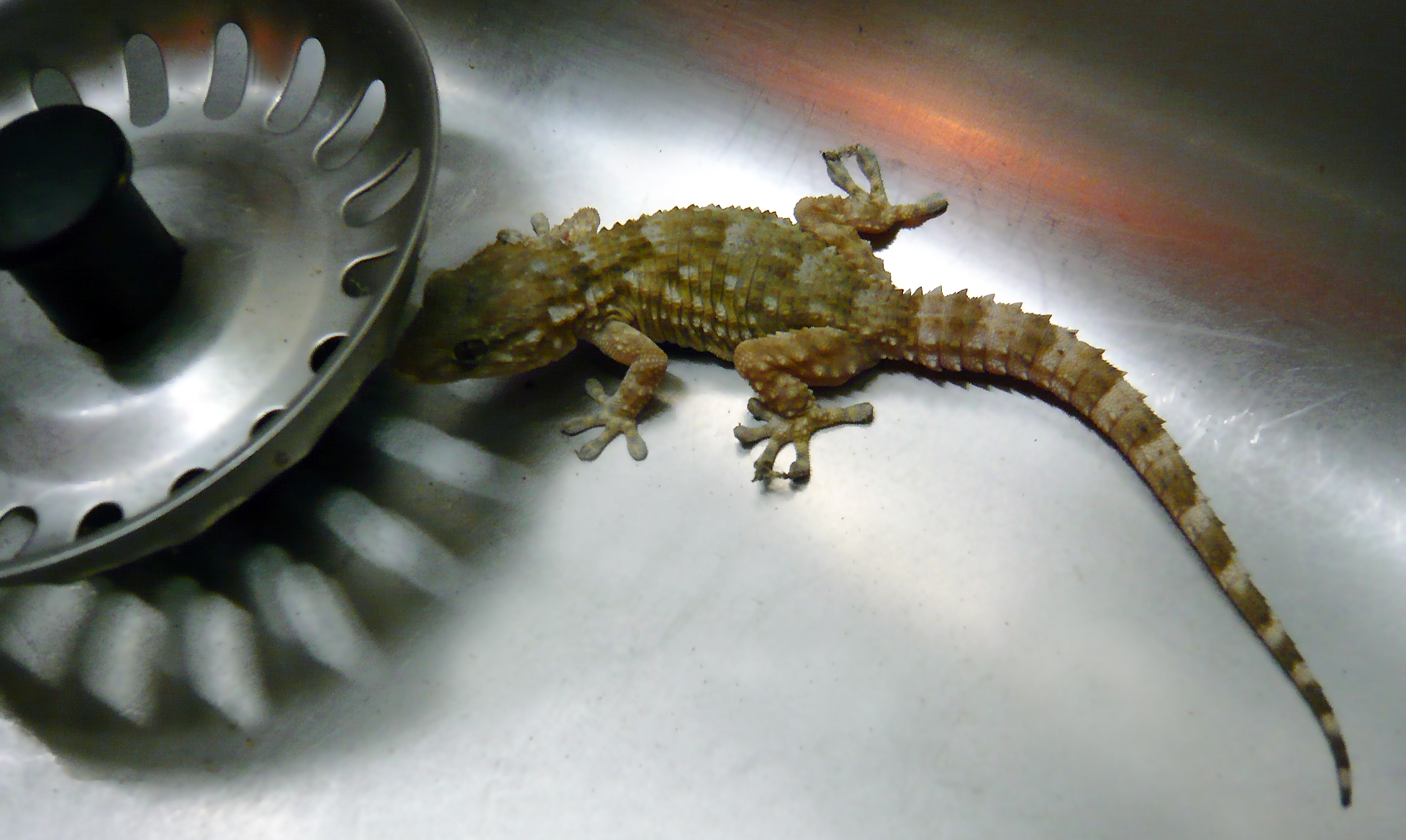
Salamanquesa en un fregadero

A pesar de su gran abundancia y de habitar en edificios humanos, la mayoría de la gente las considera un animal poco atractivo, que  genera miedo y asco y, consecuentemente, persecución. Se dice popular y falsamente que escupen, que pican, que son venenosas e, incluso, que orinan la leche, nada de lo cual es cierto. El hecho de ser llamadas en algunos pueblos del centro de España "escorpión" podría provenir del movimiento que hacen en determinadas situaciones curvando y moviendo la cola, como un escorpión, pero también por la falsa peligrosidad que las personas les atribuyen. 
Debe ser considerado como un animal totalmente inofensivo y muy beneficioso para los seres humanos por su alimentación insectívora, ya que se nutren esencialmente de mosquitos, que son agentes que pueden transmitir múltiples enfermedades infecciosas a las personas.

## Subespecies
- Tarentola mauritanica fascicularis (Daudin, 1802)
- Tarentola mauritanica juliae (Joger, 1984)
- Tarentola mauritanica mauritanica (Linnaeus, 1758)
- Tarentola mauritanica pallida (Geniez, 1999)

## Nombres comunes
En el sur de Castilla y León recibe el nombre de aldabón, en Extremadura santorrostro, saltaojos, saltarrostro, zaparrostro o santomostro, en la Región de Murcia pelá, en Aragón esgarrarropas o tiñosa y en algunas zonas de Andalucía y  Castilla-La Mancha (algunos pueblos de Ciudad Real), recibe nombres como escorpión o escupión. En muchos casos se confunde su nombre con el del anfibio urodelo salamandra, con el que no tiene nada que ver.
En otros lugares e idiomas de la península ibérica como en Portugal recibe el nombre de osga, en Galicia ladra y en Cataluña, la Comunidad Valenciana y las Baleares dragó, aunque también dragonet, andragó, talla-robes o dragolí.

## Imágenes

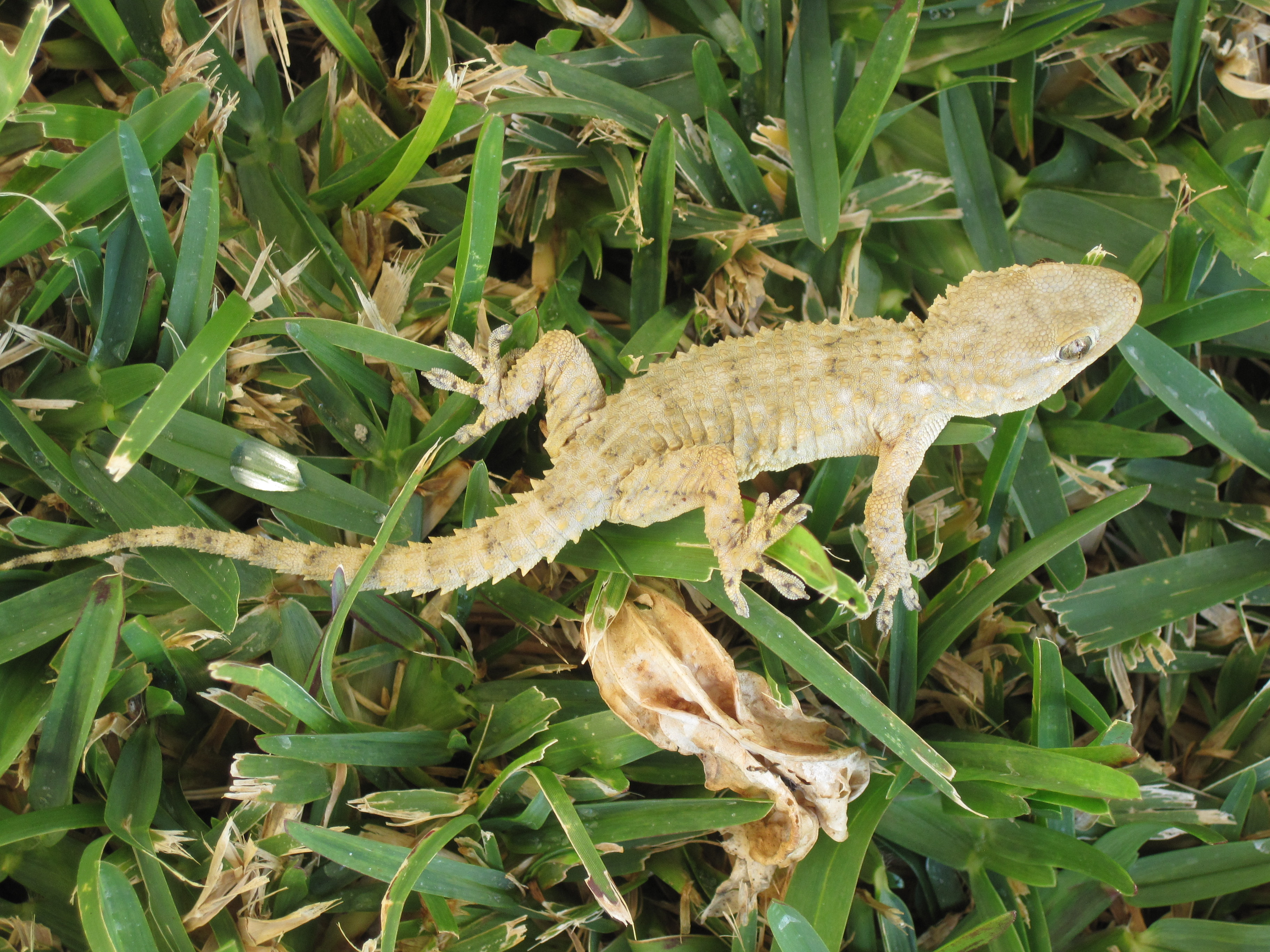
Tarentola mauritanica en Cala de Mijas, España
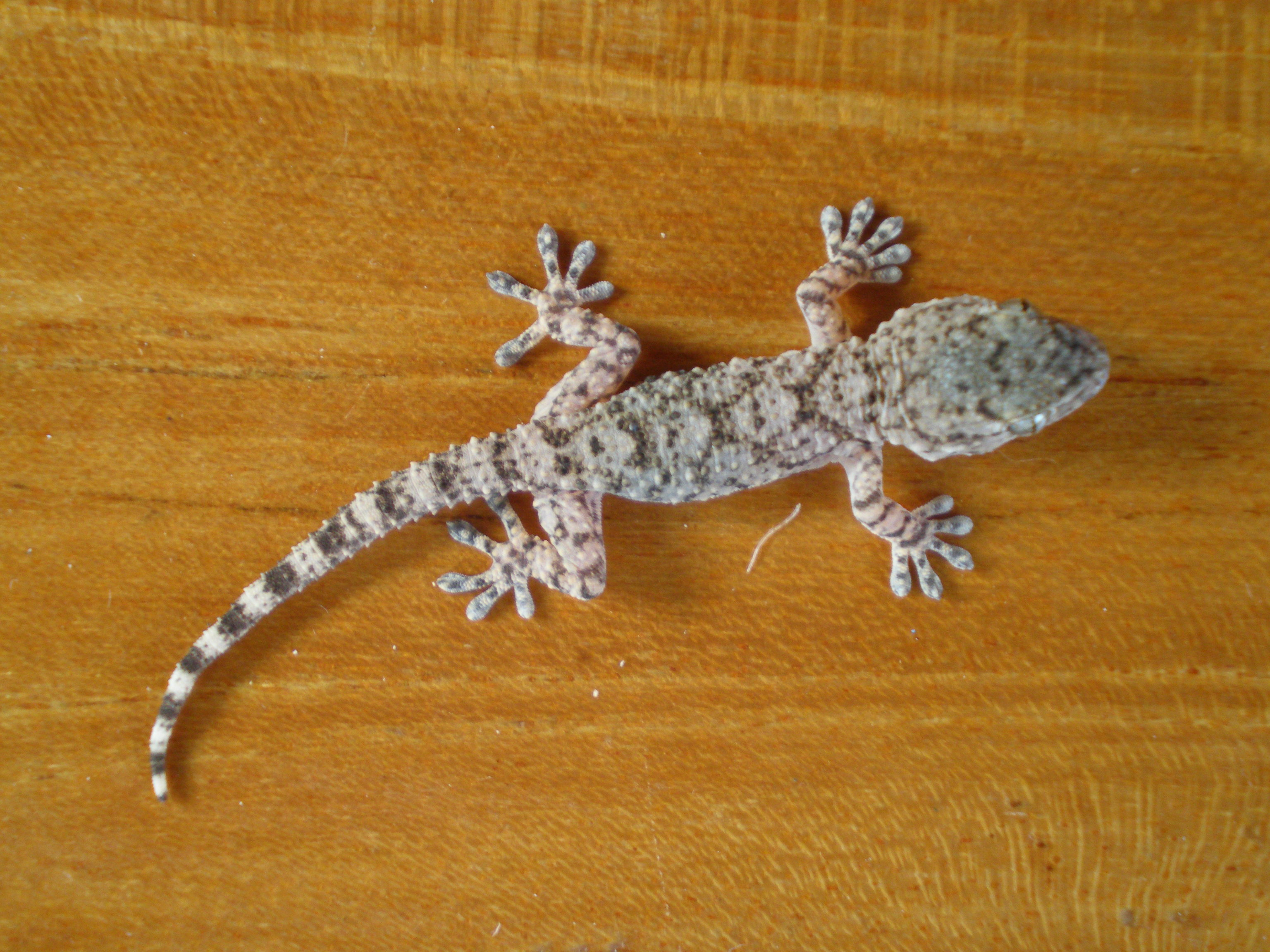
Tarentola mauritanica de la región de Montpellier
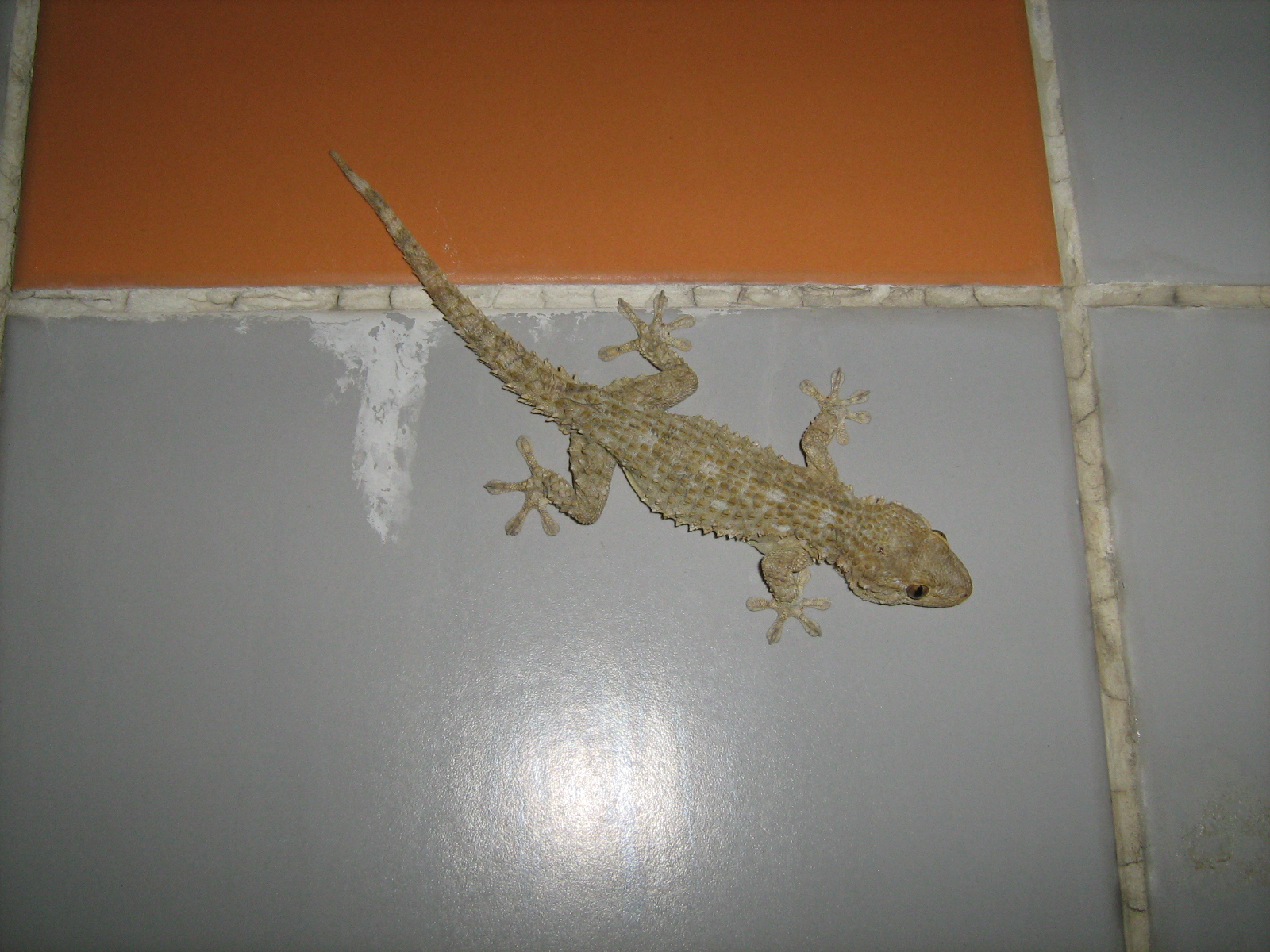
Tarentola mauritanica, Portugal
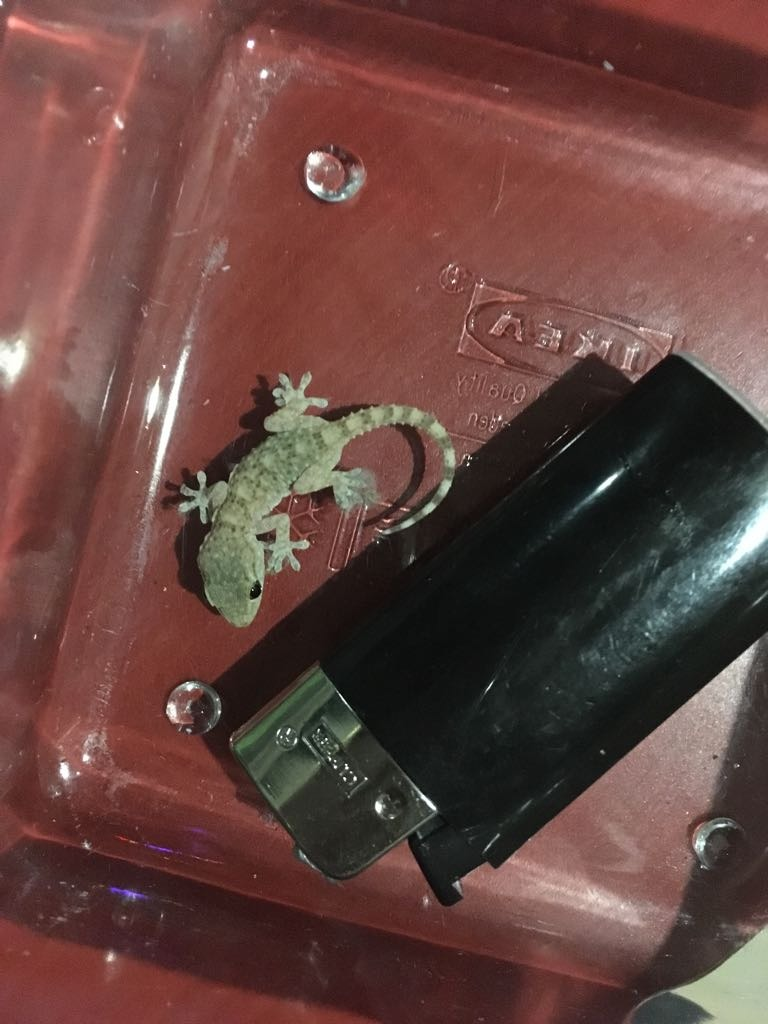
Ejemplar de cría
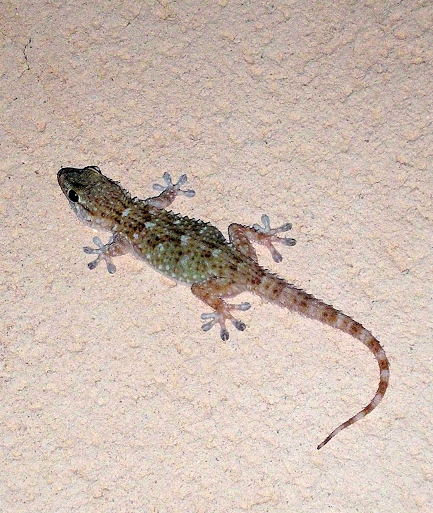
Castilla la Mancha, Santa María del Campo Rus. Flash